# Aclerda sinaloaensis
Aclerda sinaloaensis är en insektsart som beskrevs av Mcconnell 1954. Aclerda sinaloaensis ingår i släktet Aclerda och familjen Aclerdidae. Inga underarter finns listade i Catalogue of Life.